# Periodo ipotetico indipendente latino
Il periodo ipotetico indipendente latino, come quello italiano, è costituito da una proposizione condizionale retta da una proposizione principale. La principale è detta apòdosi, mentre la frase condizionale è detta pròtasi ed è introdotta da si ("se") nelle affermative, e da nisi ("se non") nelle negative.
Esistono tre tipi di periodo ipotetico:
- di primo tipo o dell'oggettività, quando la pròtasi presenta un'ipotesi reale;
- di secondo tipo o della possibilità, quando la pròtasi riguarda un evento che potrebbe verificarsi;
- di terzo tipo o dell'irrealtà, quando sia la pròtasi che l'apòdosi presentano fatti che non possono in nessun modo accadere.

Il periodo ipotetico dell'oggettività presenta nella pròtasi il verbo al modo indicativo, mentre nell'apòdosi il verbo può essere in tutti i modi delle proposizioni indipendenti.
Il periodo ipotetico della possibilità presenta sia nella pròtasi che nell'apòdosi il verbo al modo congiuntivo (congiuntivo presente, se l'ipotesi riguarda il presente, oppure congiuntivo perfetto se l'ipotesi riguarda il passato).
Anche il periodo ipotetico dell'irrealtà presenta sia nella pròtasi che nell'apòdosi il verbo al modo congiuntivo (congiuntivo imperfetto, se l'ipotesi irrealizzabile riguarda il presente, oppure congiuntivo piuccheperfetto, se l'ipotesi irrealizzabile riguarda il passato).
- Periodo ipotetico dell'oggettività.

Mentre la pròtasi si trova all'indicativo, l'apòdosi si può trovare, oltre che all'indicativo, anche all'imperativo e, come proposizione indipendente, nei tempi del congiuntivo dubitativo, potenziale, desiderativo, concessivo ed esortativo.. Di solito la pròtasi si trova al congiuntivo quando il soggetto è indeterminato, con il "tu" generico o con quis.
Esempi. 
Poma, cruda si sunt, vix evelluntur  == I frutti, se sono acerbi, si staccano con fatica] (Cicerone)
Quid timeam, si post mortem beatus futurus sum? = Che cosa dovrei io temere, se dopo la morte sarò felice? (Cicerone).
- Periodo ipotetico della possibilità

A) In latino si esprime con il presente congiuntivo nella pròtasi e nell'apòdosi, quando l'espressione è riferita al presente o al futuro (In italiano congiuntivo presente per la pròtasi e condizionale presente per l'apòdosi);
B) col perfetto congiuntivo della pròtasi e col congiuntivo dell'apòdosi, quando la condizione è riferita al passato (in italiano: trapassato per la pròtasi e condizionale presente o passato per l'apòdosi).
Esempi.
A) Illud, si quis dicĕre velit, perabsurdum sit = Questo sarebbe veramente assurdo, se uno lo volesse dire (Cicerone).
B) Si praedonibus pactum pretium non attulĕris, nulla fraus sit = Se tu non avessi portato ai pirati il compenso stabilito, non vi sarebbe frode. (Cicerone).
B) Si quid ab homine utilitatis tuae causā detraxeris, inhumane fecĕris = Se per tuo profitto avessi sottratto qualcosa a una persona, avresti agito ingiustamente. (Cicerone).
- Periodo ipotetico dell'irrealtà

A) In latino si usano l'imperfetto congiuntivo della pròtasi e dell'apòdosi per l'irrealtà nel presente (anche in italiano si usa: congiuntivo imperfetto per la protasi e condizionale passato per l'apodosi);
B) il piuccheperfetto congiuntivo della protasi e dell'apodosi per l'irrealtà del passato (anche in italiano si usa: trapassato per la pròtasi e condizionale passato per l'apòdosi); però, quando le due azioni non sono contemporanee, avremo come in italiano il piuccheperfetto nella pròtasi e l'imperfetto nell'apòdosi e viceversa, come: "Si mihi calceos Siconynios attulisses, non uterer" (Cicerone) = Se tu mi avessi portato dei calzari di Sicione, non potrei usarli).
Esempi.
A) Nisi Alexander essem, vellem esse Diogenes = Se non fossi Alessandro, vorrei essere Diogene. (Cicerone)
B) C. Gracchus, diutius si vixisset, vel paternam esset vel avitam gloriam consecutus = C. Gracco, se fosse vissuto più a lungo, avrebbe raggiunto o la gloria di suo padre o quella dei suoi avi (Cicerone).

## Periodo ipotetico dipendente

### Periodo ipotetico dipendente del primo e secondo tipo
Il periodo ipotetico dipendente di primo e secondo tipo si costruisce nel modo seguente:
- la protasi va al congiuntivo per attrazione modale, e l'uso dei suoi tempi è regolato dalla consecutio temporum. Perciò avremo:

a) il presente o l'imperfetto, quando al condizione è riferita al presente;
b) il perfetto o il piuccheperfetto, quando la condizione è riferita al passato;
- l'apodosi, se va al congiuntivo, perché retta dalle congiunzioni ut, ne, quin, ecc. , usa gli stessi tempi della protasi; se va all'infinito, si conforma alle norme sulle proposizioni infinitive. Più particolarmente si osserva che:

a) col 1° tipo, l'infinito può essere di tempo presente, perfetto, futuro;
b) col 2° tipo, l'infinito è soltanto futuro (in -urum esse; italiano condizionale presente o passato).
Esempi (apodosi al congiuntivo. Ipotesi riferita al presente). 
Non dubito quin, si hoc dicas, erres.
Non dubitabam quin, si hoc diceres, errares.
Esempi (Apodosi al congiuntivo. Ipotesi riferita al passato).
Non dubito quin, si hoc dixĕris, erraveris.
Non dubitabam quin, si hoc dixisses, erravisses. 
Esempi con apodosi al futuro.
Non dubito quin, si hoc facias, erraturus sis.
Non dubitabam quin, si hoc faceres, erraturus esses.
Esempi con apodosi all'infinito.
a) I tipo.
Dico, si hoc facias, te errare.
Dicebam, si hoc faceres, te errare.
Dico, si hoc feceris, te erravisse
Dicebam, si hoc fecisses, te erravisse.
Dico, si hoc facias, te erraturum esse
Dicebam, si hoc faceres, te erraturum esse.
b) II tipo.
Dico, si hoc facias, te erraturum esse.
Dicebam, si hoc faceres, te erraturum esse.
Dico, si hoc feceris, te erraturum esse.
Dicebam, si hoc fecisses, te erraturum esse.

### Periodo ipotetico dipendente del terzo tipo
- Il periodo ipotetico del terzo tipo (dell'irrealtà), la cui apodosi dipende da un verbo che vuole l'infinito, si costruisce come segue:

1. la protasi va al congiuntivo imperfetto o piuccheperfetto, come se fosse indipendente, perché si sottrae alla legge della consecutio temporum;
2. l'apodosi, sia nell'irrealtà del presente che in quella del passato, va all'infinito futuro, e cioè:
a) in -urum fuisse (in -urus fuisse dopo i verbi che si costruiscono con l'infinito e il nominativo), se il verbo ha il supino;
b) con la perifrasi futurum fuisse ut (e l'imperfetto congiuntivo), se il verbo manca di supino o è di forma passiva.
Esempi.
a) Censeo( o "censebam") te, si stultus esses, id dicturum fuisse.
Censeo (o censebam) te, si stultus fuisses, id dicturum fuisse.
Roman Hannibal oppugnaturus fuisse videtur, si audacior fuisset.
b) Censeo, si diligentior esses, futurum fuisse ut omnia disceres.
Puto futurum fuisse ut Roma oppugnaretur, si Hannibal audacior fuisset.
- Il periodo ipotetico dell'irrealtà, la cui apodosi dipende da un verbo che vuole il congiuntivo mediante le congiunzioni ut, ne, quin, etc., si costruisce nel modo seguente:

1. la protasi va al congiuntivo imperfetto o piuccheperfetto, come se fosse indipendente;
2. l'apodosi: per l'irrealtà del presente si esprime con l'imperfetto congiuntivo, per l'irrealtà del passato col piuccheperfetto. Però, in questo secondo caso, si preferiscono quelle forme del congiuntivo che corrispondano a quelle usate all'infinito, e cioè:
a) in -urus fuĕrim per i verbi che hanno il supino (indipendente : -urus fui);
b) il piuccheperfetto per i verbi o passivi o senza supino;
c) potuerim, debuerim (meglio: -ndus fuerim), oportuerit, facile fuerit, ecc. (indipendente: potui, debui (indipendente: potui, debui [=-ndus fui], oportuit, facile fuit, ecc.; mentre i «verba voluntatis» si costruiscono regolarmente col piuccheperfetto).
Esempio (irrealtà nel presente). Mecum quaero nonne beatus essem, si viverent parentes mei.
Esempi (irrealtà nel passato). 
a) Haud dubium est quin, si vicisset Xerxes, barbari Graeciam libertate privaturi fuerint.
b) Quis dubitet quin, si vicisset Xerxes, Graecia libertate privata esset?
c) Nemo dubitat quin, si vicisset Xerxes, Themistocli aut fugiendum aut moriendum fuerit.